# Leo Simons
Pour les articles homonymes, voir Simons.
Leo Simons, né à le 1er août 1862 La Haye et décédé le 11 juin 1932 à Rotterdam, est un critique dramatique, éditeur et professeur d’art dramatique, issu d’une famille aisée juive mais non confessionnelle.
Il était critique dramatique du Opregte Haarlemsche Courant (La Vérité de Haarlem), rédacteur de Het Toneel (La Scène) et professeur à l'école du Nederlandsch Toneelverbond, une association néerlandaise pour le théâtre. En 1905, il fonda la Wereldbibliotheek. Peu de temps avant sa mort en 1932, il finira son œuvre de référence Het Drama en het Toneel in hun ontwikkeling, une histoire du théâtre. Il écrivit également  Vondel als levensleider.

## Biographie

### Famille, enfance & études
Simons est le fils de Mozes Simons et de Kaatje de Sterke. Il grandit parmi neuf autres enfants issus de cette famille juive, relativement aisée, de la classe moyenne. Bien qu’ayant dépassé le stade de pauvreté, caractéristique du quartier juif autour de la Wagenstraat à La Haye, la famille continua à participer à la vie juive. Ainsi, l’oncle de Leo, Levy, était parnassim et administrateur de l’hôpital juif, tandis que son oncle Jacob siégeait dans le consistoire.
Déjà lors de ses études secondaires, Simons apprit à lire et à apprécier des auteurs tels que Vondel, Potgieter et Multatuli. Après ses études secondaires, il suivit durant une année un cours à l'académie des beaux-arts de La Haye. Puis, il se rendit à Londres afin de s’inscrire à l'École d’art de Kensington pour y apprendre à dessiner. Il étudia aussi, mais pour une courte durée, à l'école polytechnique de Delft. C’est à l'Université de Leyde, où il s’était inscrit en 1884, qu’il obtint son certificat de langues pour l’enseignement secondaire.

### Le théâtre et la littérature
Après une courte période comme professeur à l'école publique de commerce (Openbare Handelsschool) à Amsterdam, Simons fut critique dramatique du Opregte Haarlemsche Courant de 1885 à 1893. C’est pour le compte de ce journal qu’en 1893, il assistera au congrès de la langue et de la littérature néerlandaise à Gand, où il fit la connaissance de quelques jeunes nationalistes flamands, y compris Emmanuel De Bom – qui deviendra un ami pour la vie – ainsi qu’August Vermeylen et le jeune Lodewijk De Raet. Observer le mouvement flamand et y apporter sa participation, devint une tâche de sa vie.
Dès 1897 et pendant quatre ans, il sera rédacteur de Het Toneel (La scène) et de l'organe officiel du Nederlandsch Toneelverbond, la fédération néerlandaise pour le théâtre, ainsi que professeur d'art dramatique de celle-ci. Vers cette époque, il écrivit lui-même des pièces de théâtre, qui ne furent toutefois ni publiées ni jouées.
Cette même année, Simons arriva à Londres en tant que consultant d'une maison d'édition. Devenu partenaire d'affaires de l'éditeur Henry & Co, c'est là que, dans les années 1893-1897, il apprit le métier. Il y demeura jusqu'en 1899. Compte tenu de son intérêt pour le théâtre, il n'est pas étonnant qu'il y ait épousé une dramaturge originaire de Rotterdam, Josine Mees, issue d'une célèbre famille de banquiers. Malheureusement, la maison d'édition fit faillite en 1897 à la suite de la publication d'une traduction de Nietzsche qui s'était avérée trop onéreuse.
Le 1er mai 1905, Simons fonda la Maatschappij tot Verspreiding van Goede en Goedkope Literatuur, une société pour la diffusion d’une lecture à la fois de qualité et bon marché à la tête de laquelle il demeura jusqu’en 1930 et qui deviendra connue sous le nom de Wereldbibliotheek ou bibliothèque universelle. L'objectif qu'avait Simons avec sa collection de la Wereldbibliotheek, était d'apprendre au peuple à lire à partir de livres vendus à bas prix. La première année, ceux-ci ne coûtèrent que 20 cents (et 40 cents lorsqu'ils étaient reliés) mais ils se présentaient néanmoins joliment. Il fallait propager, auprès d’un public aussi large que possible, autant la prose narrative en néerlandais que les classiques de la littérature mondiale. Simons, partisan de la Grande Néerlande, s’intéressa dès le début aux œuvres d’auteurs flamands : ainsi, il créa également, et à partir de 1918, une collection flamande, comprenant entre autres des œuvres d’auteurs tels qu’Ernest Claes (De Witte ou Filasse) et Herman Teirlinck (De nieuwe Uilenspiegel ou Le nouveau Till l'Espiègle). Ultérieurement, la Wereldbibliotheek distribuera les ouvrages de l’éminent historien néerlandais Peter Geyl. Même après la mort de Simons, sa bibliothèque universelle continuera à distribuer de la littérature, y compris par l'intermédiaire de son association de membres, dissoute aussi tard qu’en 1986, qui avait de nombreux membres en Flandre.
Hormis ses efforts pour la Wereldbibliotheek, Simons contribua au Gids (Le guide) et publia des études sur Ibsen, Vondel (Vondel als levensleider, 1929), Meredith et Shaw. Les questions sociales et juives obtinrent également son attention : ainsi, en 1925, il publia une brochure sur le sionisme et l'assimilation des Juifs, intitulée Joods Nationalisme en Assimilatie.
Le connaisseur de l’œuvre de Spinoza, Nico van Suchtelen, fut attiré comme secrétaire de direction à la Wereldbibliotheek à partir de 1913, pour devenir son codirecteur en 1925 et, avec Pieter Endt, finalement reprendre la direction en 1930, succédant à Simons. Peu de temps avant sa mort, Simons compléta Het Drama en het Toneel in hun ontwikkeling, une étude sur le drame et le théâtre dans leur évolution, publiée en cinq volumes et devenue une œuvre de référence.

### Débuts d’un engagement politique
C’est Lodewijk de Raet, économiste et personnalité politique flamande, qui convainquit de la nécessité du principe du pouvoir du peuple, un Simons faisant plutôt preuve de peu d'intérêt pour la politique politicienne. En 1905, celui-ci devint pourtant membre du conseil municipal d’Amsterdam, mandat qu’il occupera jusqu’en 1911 en tant qu'élu indépendant, entre les sociaux-démocrates et les libéraux-démocrates. Il se montrait davantage fasciné par ce qu'il avait appelé le pouvoir du peuple : l’effort collectif pour le bien-être physique, social et spirituel de tous les membres d’une communauté. À partir de 1903, il publiera 24 études sur le pouvoir du peuple (studies in volkskracht). Cette prise de position idéaliste lui vaudra le soutien de deux âmes frères ; il s'agit de l'auteur et bibliothécaire Emmanuel De Bom et de Gustaaf Schamelhout, diplômé de l'Université libre de Bruxelles, connu plus tard comme médecin et homme scientifique.

### Première Guerre mondiale et activisme flamand
En février 1915, des activistes flamands en exil aux Pays-Bas, notamment René De Clercq et Antoon Jacob, publièrent le journal De Vlaamsche stem. Simons les soutint tout de suite. Lorsque De Clercq fut licencié en tant qu'enseignant, Simon lui apporta un appui matériel, publiant également ses recueils de poésie.
L'année suivante, Simons est cofondateur d’un comité néerlandais Volksopbeuring, une initiative originale et militante ayant comme but de fournir de l’assistance aux prisonniers ainsi qu’à leurs familles et à d’autres nécessiteux. Des hommes tels que le Dr Gust Doussy ou le Professeur Speleers y étaient très actifs ; son président est Leo Meert alors que Simons est son trésorier. Grâce à ses relations continues, surtout avec De Bom, Simons, de plus en plus, vint en contact avec le mouvement flamand. Il fonda le Comité Nederland-Vlaanderen, un comité pour la promotion des relations entre les Pays-Bas et la Flandre, opérationnel jusqu'en 1918, qui instruisait un public néerlandais sur les intentions des flamingantes.

### Après-guerre
En 1920, l'assassinat de Herman van den Reeck laissa une impression profonde sur Simons. La même année, les premiers symptômes se produisirent chez lui d'une maladie rénale qui deviendra persistante.
En 1921, Simons participa au Congrès des étudiants thiois à Delft : un moment fort du mouvement grand-néerlandais. L'homme, d'apparence si serein et sérieux, très touché par l'idée grande-néerlandaise, jura de s'y investir encore plus. Immédiatement, il devint fort troublé : de nature plutôt modérée, il voyait d'un mauvais œil les différences entre radicaux et modérés, c’est-à-dire, entre un mouvement jusqu'au-boutiste et un autre demeurant loyal envers la Belgique. Jusqu'à ses derniers jours, il continuera à promouvoir le dialogue et l'action conjointe de tous les Flamands conscients. Il ne tarda pas à perdre toute confiance dans l’homme politique Frans van Cauwelaert en qui il ne voyait que peu de résolution et qu’il tenait pour un faible dont les disciples se laissaient réduire au silence. En 1924, il parla du nationalisme et du pouvoir du peuple lors d’une conférence d'étudiants à Louvain, ainsi que face à un public de Flamands en exil aux Pays-Bas. En 1926, Simons s’investit dans une action majeure pour l’amnistie : parrainé par sept personnalités indépendantes de tout parti politique (à part Simons : Frans Daelemans, le président du Vlaamse Toeristenbond Stan Leurs, Jozef Muls, Gustaaf Schamelhout, Felix Timmermans et Lode Baekelmans), environ 200 intellectuels de toute l'Europe signent un manifeste d'amnistie dont la propagation est principalement due à Leo Simons.
Si, dès 1928, ses problèmes de santé s'aggravèrent, ni des hospitalisations répétées, ni la chirurgie ou des congés de convalescence à l'étranger l'empêchaient de s'investir de façon permanente dans trois domaines : la Wereldbibliotheek, ses livres sur l'histoire du théâtre et ceux sur le mouvement flamand. Cette année-là, il s'occupa surtout du Fonds Borms, pour lequel il rassemblait des ressources financières jusqu'au niveau international. Auguste Borms, ainsi qu’Antoon Jacobs et Roza de Guchtenaere, demeureront des gens qu'il estime. Lorsque Borms fut relâché de la prison en 1929, Simons le reçut de façon festive dans sa qualité de président du comité du Fonds Borms à La Haye. Toujours en 1929, il lui fut proposé de prendre la parole au pèlerinage de l'Yser. Toutefois, Simons, favorable à l'idée, était malade cette année-là ainsi que la suivante. Aussi craignait-il, et à juste titre, de ne pas obtenir l’autorisation de traverser la frontière belge. La presse francophone le voyait en 1930 comme suit :

« […] ces bons cléricaux avaient invité à Dixmude pour y prendre la parole, le Juif Hollandais J. Simons, un ennemi acharné de la Belgique de longue date […]. »

Un autre conférencier étranger – le Sud-Africain J. Bosman – sera d’ailleurs arrêté à la frontière belge, puis renvoyé.
En 1930, bien que souffrant de plus en plus de troubles cardiaques, Simons ne renonça pas : jusqu'à la fin de sa vie, il continuera à écrire des articles sur l'abandon du complexe d'infériorité des Flamands et il poursuivra également sa série Drama en Toneel (drame et théâtre), dont le quatrième volume sortira des presses peu avant son décès, alors qu’il terminera le cinquième volume sur son lit de mort. Au dernier moment, en avril 1932, il reçut un doctorat honorifique de l'université d'Amsterdam. Jusqu'au tout dernier instant, il demeura fidèle à sa conviction grande-néerlandaise. Ainsi, il écrivit encore en avril 1932 :

« Cette union politique serait, dès que son temps sera venu autant de l'extérieur que de l'intérieur, la meilleure sinon la seule solution au problème de l'Europe occidentale. »

## Source
- (nl) Steene, Willem van den, Oog voor Vlaanderen. Leo Simons en de Vlaamse ontvoogdingsstrijd, Éd. Koninklijke Academie van Nederlandse Taal en Letterkunde, 265 p.   (ISBN 90-72474-43-0)